# John W. Bowser
Pour les articles homonymes, voir John Bowser et Bowser (homonymie).
John W. Bowser (1892-1956) est un ingénieur en construction canadien, notamment connu pour avoir été le superintendant qui a supervisé la construction de l'Empire State Building de New York,,,.

## Biographie
Né dans le canton de Whitchurch près d'Ontario en Ontario, Bowser quitte le domicile familial à l'âge de 11 ans. S'installant dans la région de Toronto à 15 ans, il travaille sur plusieurs emplois du domaine de la construction incluant le tunnel servant à relier le magasin Eaton à l'Annex (en), à la construction du Musée royal de l'Ontario, ainsi que les bâtiments (en) de la Banque de Toronto. Embauché par une firme de construction américaine, il est envoyé à Tokyo. Plus tard, il est responsable de la démolition du vieux Madison Square Garden (en) et de l'hôtel Waldorf-Astoria,,.
De retour au Canada après avoir complété l'érection de l'Empire State Building en avance sur l'échéancier initial, il demeure actif dans le domaine de la construction et dans la supervision de la construction de bateaux durant la Seconde Guerre mondiale. La construction du Eaton Hall (en), maintenant faisant partie du College Seneca (en) figure parmi ses projets. Il construit aussi le camp de l'Armée canadienne à Newmarket pendant le second conflit mondial. Le camp sera démantelé à la fin de la guerre, à l'exception du PMQs (logement pour couple), le mess des officiers et de la salle d'exercices qui sont toujours debout. Le PMQS devient une maison privée de la rue Arthur, la salle d'exercices devient le Newmarket Curling Club et le mess des officiers abrite la Légion royale canadienne sur la rue Srigley. Bowser est ensuite propriétaire de sa propre compagnie de construction à Aurora, nommé ABC pour Aurora Building Corp. qu'il dirige jusqu'à son décès en 1956.
Inhumé à Aurora, sa pierre tombale représente une réplique de l'Empire State Building de 10 pieds (3,0 mètres) de haut.
Le croissant John Bowser de Newmarket en Ontario et nommé en son honneur.